# Willis Smith
Willis Smith (Norfolk, 1887. december 19. – Bethesda, 1953. június 26.) az Amerikai Egyesült Államok szenátora (Észak-Karolina, 1950–1953).